# Psychotria weberbaueri
Psychotria weberbaueri är en måreväxtart som beskrevs av Paul Carpenter Standley. Psychotria weberbaueri ingår i släktet Psychotria och familjen måreväxter. Inga underarter finns listade i Catalogue of Life.